# Лабен (Ланды)
Лабен (фр. Labenne) — коммуна на юго-западе Франции в департаменте Ланды (регион Аквитания). Курортный городок, входящий в число курортов французского Серебряного берега.

## География
Территория коммуны граничит с коммунами Ондр, Оркс и Капбретон. Лабен находится в 13 километрах от Байонны.
Подобно другим прибрежным городам Ландов, территория Лабена разделена на две части — административный и торговый центр коммуны (Labenne-Bourg), расположенный на автотрассе RD810, и курортная часть (Labenne-Océan), расположенная на берегу
Атлантического океана.

## История
Береговое поселение Лабен было основано в XIX веке благодаря осушению болот, начатому в этих краях по указанию императора Наполеона III. Жители занимались лесозаготовкой и добычей древесной смолы.
Название Лабен произошло от окситанского «la Pena», означавшего возвышенность.
До Французской революции Лабен являлся аграрным посёлком, где выращивали кукурузу, рожь, просо; площадь виноградников была незначительной.

## Туризм
Лабен является небольшим курортом южного побережья Ландов, пляжная линия которого имеет длину 3 километра. На территории коммуны расположено множество летних жилищ и парков. Для туристов доступны морские купания, сёрфинг и морская рыбалка. Находясь в туристической зоне Labenne Océan можно видеть Пиренеи и залив у Берега басков. В Лабене имеется около 1300 гектаров лесных угодий, где растёт сосна приморская и пробковый дуб. В лесах распространены велопрогулки по пересечённой местности, пешие прогулки, проложена сеть велосипедных дорожек.

## Экономика
В Лабене имеется филиал Торгово-промышленной палаты Ландов.

## Достопримечательности
Церковь Сен-Никола де Лабен расположена на площади place de la République рядом с мэрией. Её построили во второй половине XIX века на месте прежней церкви. Классическое здание в плане имеет латинский крест. Особенностью этой церкви является выходящее на восток крыльцо. В 1860 году благодаря пожертвованию Наполеона III церковь получила литургическую утварь, в том числе алтарь, кафедру и т.д. В церкви находится пьета XIX века и деревянная статуя XVI века, представляющая Деву с младенцем. В период между 1890 и 1898 годом расширили площадь церкви и заказали комплект витражей. При этом полностью реставрировали внутреннюю обстановку церкви.
Капелла святой Терезы находится в туристической зоне Labenne-Océan. Второе культовое сооружение в коммуне было построено в ответ на демографический рост и находится во владении «Центра солнца и моря». Открытие часовни, имеющей алтарь и один неф, состоялось 01 декабря 1932 года.
Эспланада на пляже, с которой открываются прекрасные виды на ландские дюны и гавань Капбретона на севере, а также на залив Берега басков и Пиренеи на юге.
На берегу в курортной зоне Labenne Océan с военных лет сохранились остатки радиолокационной базы немецкого «Атлантического вала». Можно видеть бункеры, построенные между 1942 и 1944 годами. В уцелевшей казарме можно видеть настенную роспись, выполненную пленными немцами в 1945 году.